# Трејси Морган
Трејси Џамал Морган (енгл. Tracy Jamal Morgan; Њујорк, 10. новембар 1968) је амерички глумац и комичар, најпознатији по улогама у скеч комедијама Уживо суботом увече (1996−2003), Телевизијска посла (2006−2013) (за шта је номинован за Еми 2009. године), филму Два полицајца (2010) и као водитељ телевизијског шоу програма Тактике застрашивања. Позајмљивао је глас бројним ликовима и глумио у многим филмовима.

## Биографија
Морган је рођен у Бронксу и одрастао у Бруклину. он је друго од петоро деце Алише и Џимија Моргана, музичара, који се вратио са војне обавезе из рата у Вијетнаму, као лечени хероински зависник, због чега је морао да напусти породицу, када је Морган имао шест година. Отац му је дао име Трејси у част свог пријатеља који је погинуо у рату у Вијетнаму.